# Fort Green Springs
Fort Green Springs es un lugar designado por el censo ubicado en el condado de Hardee en el estado estadounidense de Florida. En el Censo de 2010 tenía una población de 231 habitantes y una densidad poblacional de 8,6 personas por km².

## Geografía
Fort Green Springs se encuentra ubicado en las coordenadas 27°35′15″N 81°56′25″O / 27.58750, -81.94028. Según la Oficina del Censo de los Estados Unidos, Fort Green Springs tiene una superficie total de 26.85 km², de la cual 26.85 km² corresponden a tierra firme y (0%) 0 km² es agua.

## Demografía
Según el censo de 2010, había 231 personas residiendo en Fort Green Springs. La densidad de población era de 8,6 hab./km². De los 231 habitantes, Fort Green Springs estaba compuesto por el 87.45% blancos, el 1.73% eran afroamericanos, el 0.43% eran amerindios, el 0.87% eran asiáticos, el 0.43% eran isleños del Pacífico, el 9.09% eran de otras razas y el 0% pertenecían a dos o más razas. Del total de la población el 17.75% eran hispanos o latinos de cualquier raza.